# 沃羅涅日戰役 (1943年)
沃羅涅日戰役（俄语：освобождение Воронежа），或沃罗涅日—卡斯托尔诺耶战役，是第二次世界大戰蘇德戰爭中，於1943年1月25日，苏军攻占沃羅涅日的一场战役。
德军自1942年7月占据了沃罗涅日。 沃罗涅日方面军以及布良斯克方面军左翼实施沃罗涅日-卡斯托尔诺耶战役，第40集团军加强坦克第4军于1943年1月24日向戈尔舍奇诺耶、卡斯托尔诺耶方向实施突击。尽管敌人顽抗，天气严寒，雪深风大，该集团军于第2日日终前仍前进了20—25公里，对盘踞沃罗涅日的敌军造成了合围的威胁。德军开始将占据沃罗涅日的军队撤向顿河西岸。苏军第60集团军各兵团在追击敌人过程中于1月25日解放了沃罗涅日。